# فهرست داستان‌های عشقی مشهور
در زیر فهرست داستان‌های عشقی مشهور (انگلیسی: List of famous love stories) آورده شده است.
فهرست مشهورترین داستان‌های عشقی در تاریخ - واقعی و تخیلی، و اسطوره‌ای نوین و منابع اصلی اولیه as possible به کاربرد .   *خسرو و شیرین (عشاق داستانی از نظامی گنجوی)    
```
*
بیژن
 و 
منیژه
 (عشاق مطرح در شاهنامه فردوسی)
```

- ابیگیل آدامز & جان آدامز در داستان Those Who Love
- Acme and Septimius
- آدم و حوا
- Alfonso Díez Carabantes و دوشس آلبا
- آلفرد لانت & لین فانتن
- Anne Elliot و Captain Wentworth در ترغیب (رمان)
- آنا و سلطان سیام
- آنتونیوس و کلئوپاترا
- آفرودیته/ونوس و آدونیس
- آرس/مارس (اساطیر) و آفرودیته/ونوس
- آپولو و دافنه
- آسپاسیا و پریکلس
- آتالانته و هیپومنس
- یوسف حبیبی و Hasri Ainun Habibie داستان Habibie & Ainun
- Baucis and Philemon
- بئاتریس و بندیک from Much Ado About Nothing,
- دیو و دلبر
- بلا سوان و ادوارد کالن
- برد پیت و آنجلینا جولی، آقا و خانم اسمیت
- بانی و کلاید
- چالیکوشو
- کاترین دوم روسیه و گریگوری پوتمکین
- Chadil Deffy و Sariya Kamsook Man Marries Dead Girlfriend در مراسم مشترک خاکسپاری و عروسی در تایلند
- سیندرلا
- کلارک گیبل و کارول لمبارد
- Clark Kent and Lois Lane در دی‌سی کامیکس
- سیرانو و رکسانا
- Dahlan Iskan و Nafsiah Sabri
- دانته آلیگیری و بئاتریس پورتیناری در زندگانی نو و کمدی الهی
- Devdas
- داوود و بث‌شبع از کتاب‌های سموئیل
- Daphne Moon و Niles Crane
- Dhola and Maaru
- Diarmuid and Grainne
- اکو و نارسیس
- ادوارد هشتم و والیس سیمپسون
- Eglė the Queen of Serpents
- الیزابت برت براونینگ و رابرت براونینگ
- الیزابت بنت و Mr. Darcy در رمان غرور و تعصب
- الیزابت تیلور و ریچارد برتون
- اما و مستر نایتلی در اما (رمان)
- اندومیون و سلنه
- فرانک ای. باتلر و آنی اووکلی
- آرشیدوک فرانتس فردیناند و سوفی خوتک
- فردریک شوپن و ژرژ ساند در رمان خودزندگینامه‌ای A Winter in Majorca
- گلن و ریچل ساندرسن که سه روز پیش از درگذشتش بر اثر بیماری سرطان ازدواج کرد
- Granida (Fr:Granida) و Daifilo
- جوزپه و آنیتا گاریبالدی
- گریس کلی و رینیه سوم، شاهزاده موناکو
- هیر و رانجها
- هرکول و اومفال
- لئاندر
- هیو وولنر و هلن چرچیل کندی
- جین ایر و جین ایر
- Jay Gatsby و Daisy در گتسبی بزرگ
- Jean Paget و Joe Harman در A Town Like Alice
- جودها اکبر
- John Alden و Priscilla Mullins
- خوآن پرون و اوا پرون در فیلم Evita
- ژوستینین یکم و تئودورا (سده ۶ (میلادی))
- Katherine and Petruchio از رام کردن زن سرکش
- کاترین هپبورن و اسپنسر تریسی
- خشایارشا و استر (Hadassah)
- کریشنا و رادا
- لیلی و مجنون
- Lancelot and Guinevere
- لورن باکال و هامفری بوگارت
- Liang Sam Pek و Zhu Eng Tay داستان Butterfly Lovers
- Lilan Chanesar یکی از هفت قهرمان شاه عبداللطیف
- Liu Guojiang و Xu Chaoqin 6000 steps Love ladder
- لودویگ فان بتهوون و ترزه مالفاتی با نام مستعار Elise
- ماری کوری و پیر کوری
- با جو بلک آشنا شوید
- Momal Rano یکی از هفت قهرمان شاه عبداللطیف
- La Dame de Monsoreau
- ممتاز محل و شاه جهان associated with مقبره تاج‌محل
- ناپلئون بناپارت و ژوزفین بوهارنه
- Niulang  و Zhinü
- Noori Jam Tamachi یکی از هفت قهرمان شاه عبداللطیف
- اودیسئوس و پنلوپه
- Orpheus and Eurydice
- اتلو و دزدمونا
- پاریس و هلن
- فرانچسکا دا ریمینی
- آندرومده
- پیر آبلار و Héloïse d'Argenteuil
- فرانچسکو پترارک و Laura
- Pierrot و Pierrette
- پوکاهانتس و جان اسمیت در یک رمان Argall
- Procris و Cephalus
- Pygmalion and Galatea
- Pyramus and Thisbe
- ملکه ویکتوریا و آلبرت ساکس کوبورگ و گوتا
- Raja Dhach و Sorath
- Robin Hood and Maid Marian
- رومئو و ژولیت
- Rosalind و Orlando from هر طور شما دوست دارید اثر ویلیام شکسپیر
- Rosemond Frell Blair و Cleda Leavitt Blair. این زوج پس از ۷۶ سال زندگی مشترک به فاصله ۱۶ ساعت از همدیگر درگذشتند
- Salim and Anarkali
- سالوادور دالی و گالا دالی
- شمشون و دلیله در فصل‌های ۱۳ تا ۱۶ کتاب داوران
- Sassui Punhun یکی از هفت قهرمان شاه عبداللطیف
- اسکارلت اوهارا و رت باتلر در رمان بر باد رفته
- شاه جهان و ممتاز محل
- شکونتلا و دوشیانت
- شهرزاد قصه‌گو و King Shahryar در هزار و یک شب
- Sohni and Mahiwal یکی از هفت قهرمان شاه عبداللطیف
- Sorath Rai Diyach یکی از هفت قهرمان شاه عبداللطیف
- سلیمان یکم و خرم سلطان
- سلیمان و بلقیس یا با نام مستعار Queen Mekeda
- تارزان و جین
- تریستان و ایزولت
- Umar Marui یکی از هفت قهرمان شاه عبداللطیف
- Vertumnus و Pomona
- ویس و رامین
- ولادیمیر ویسوتسکی و مارینا ولادی in memoir "Vladimir, یا the Aborted Flight"
- هیت کلیف و کاترین ارنشاو در بلندی های بادگیر
- هانجی زو و موبلیت برنر در حمله به تایتان
- ادوارد و کیم در ادوارد دست قیچی
- چارلز دارنی و لوسی منت در داستان دو شهر
- ماریوس پون مرسی و کوزت در بینوایان
- جان بروک و مگ مارچ در زنان کوچک
- فردریک بائر و جو مارچ در زنان کوچک
- تئودور لارنس و ایمی مارچ در زنان کوچک
- دیانا موسایی و فاطی جون